# Dunér (månekrater)
Dunér er et nedslagskrater på Månen. Det befinder sig på den nordlige halvkugle på Månens bagside og er opkaldt efter den svenske astronom Nils C. Dunér (1839 – 1914).
Navnet blev officielt tildelt af den Internationale Astronomiske Union (IAU) i 1970. 

## Omgivelser
Dunérkrateret ligger sydøst for Chernyshevkrateret og vest-sydvest for kraterparret Perkin-Debye.

## Karakteristika
Dunér er blevet meget ramt af mange små nedslag, hvilket har betydet, at kraterranden kun lige netop kan ses, omend ikke meget mere end som en cirkulær forhøjning i Månens overflade. Kraterets indre er i en tilsvarende tilstand, hvor små kratere dækker mange dele af det. De mest fremtrædende nedslag er en kæde af overlappende små kratere, som strækker sig fra nær kratermidten og krydser den sydøstlige rand. Kædens længde er større end Dunérkraterets diameter.

## Satellitkratere
De kratere, som kaldes satellitter, er små kratere beliggende i eller nær hovedkrateret. Deres dannelse er sædvanligvis sket uafhængigt af dette, men de får samme navn som hovedkrateret med tilføjelse af et stort bogstav. På kort over Månen er det en konvention at identificere dem ved at placere dette bogstav på den side af satellitkraterets midte, som ligger nærmest hovedkrateret. Dunérkrateret har følgende satellitkratere:
| Dunér | Længde  | Bredde   | Diameter |
| ----- | ------- | -------- | -------- |
| A     | 47,7° N | 179,7° Ø | 38 km    |

## Måneatlas
- Billeder af Dunérkrateret i LPI-måneatlasset